# Filmes de 1935 da Monogram Pictures

## Filmes do ano
| Título                   | Estrelado por    | Dirigido por       | Gênero   |
| ------------------------ | ---------------- | ------------------ | -------- |
| Cheers of the Crowd      | Russell Hopton   | Vin Moore          | Drama    |
| Great God Gold           | Sidney Blackmer  | Arthur Lubin       | Drama    |
| Honeymoon Limited        | Neil Hamilton    | Arthur Lubin       | Comédia  |
| Keeper of the Bees       | Neil Hamilton    | Christy Cabanne    | Drama    |
| Make a Million           | Charles Starrett | Lewis D. Collins   | Comédia  |
| Mysterious Mr. Wong      | Bela Lugosi      | William Nigh       | Suspense |
| Paradise Canyon          | John Wayne       | Carl Pierson       | Faroeste |
| Rainbow Valley           | John Wayne       | Robert N. Bradbury | Faroeste |
| Texas Terror             | John Wayne       | Robert N. Bradbury | Faroeste |
| The Dawn Rider           | John Wayne       | Robert N. Bradbury | Faroeste |
| The Desert Trail         | John Wayne       | Cullen Lewis       | Faroeste |
| The Healer               | Ralph Bellamy    | Reginald Barker    | Drama    |
| The Hoosier Schoolmaster | Norman Foster    | Lewis D. Collins   | Drama    |
| The Mystery Man          | Robert Armstrong | Ray McCarey        | Suspense |
| The Nut Farm             | Wallace Ford     | Melville Brown     | Comédia  |
| Tomorrow’s Youth         | Dickie Moore     | Charles Lamont     | Drama    |
| Women Must Dress         | Minna Gombell    | Reginald Barker    | Drama    |

## Galeria

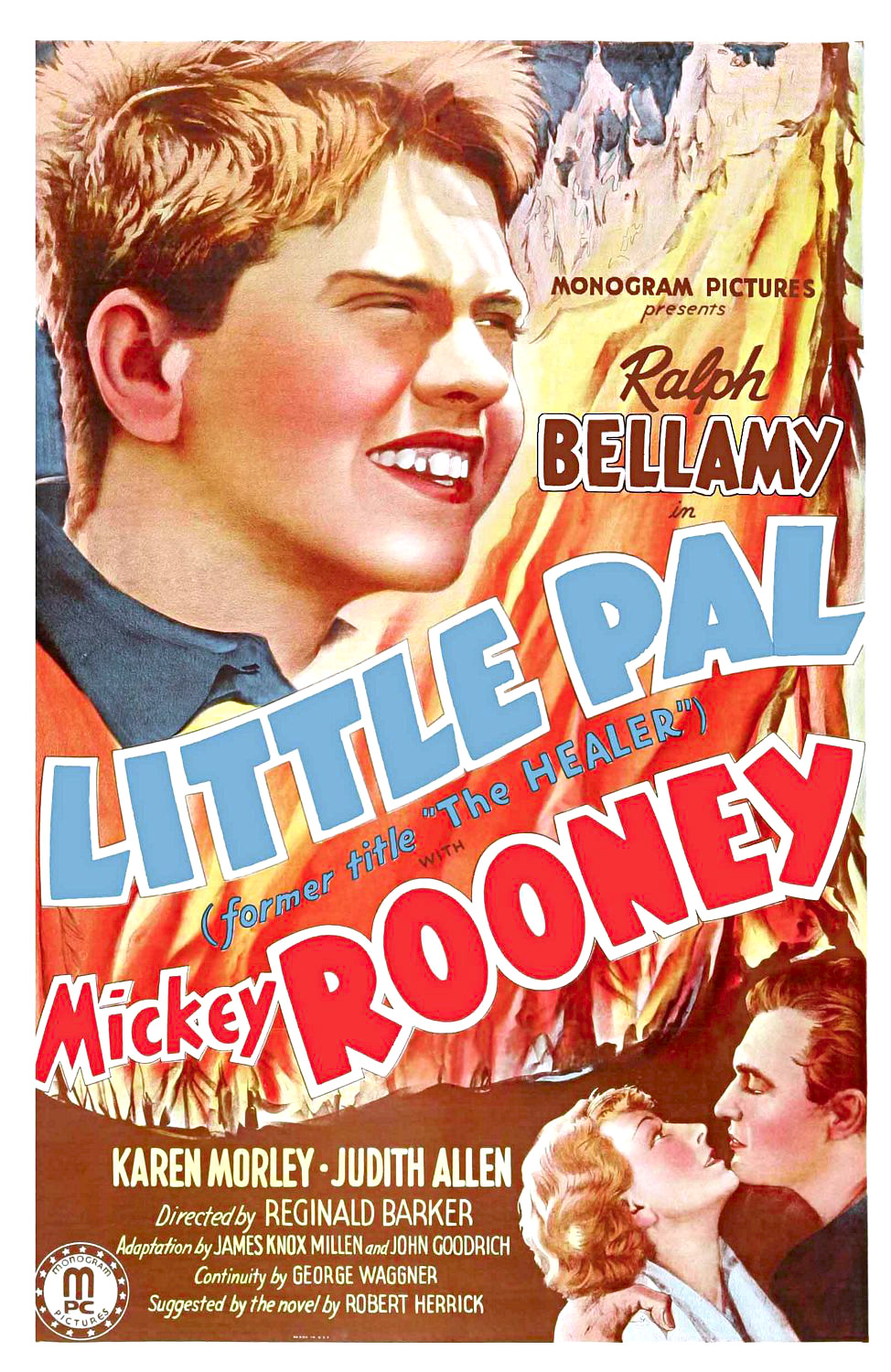
Cartaz de The Healer, relançado com o título de Little Pal
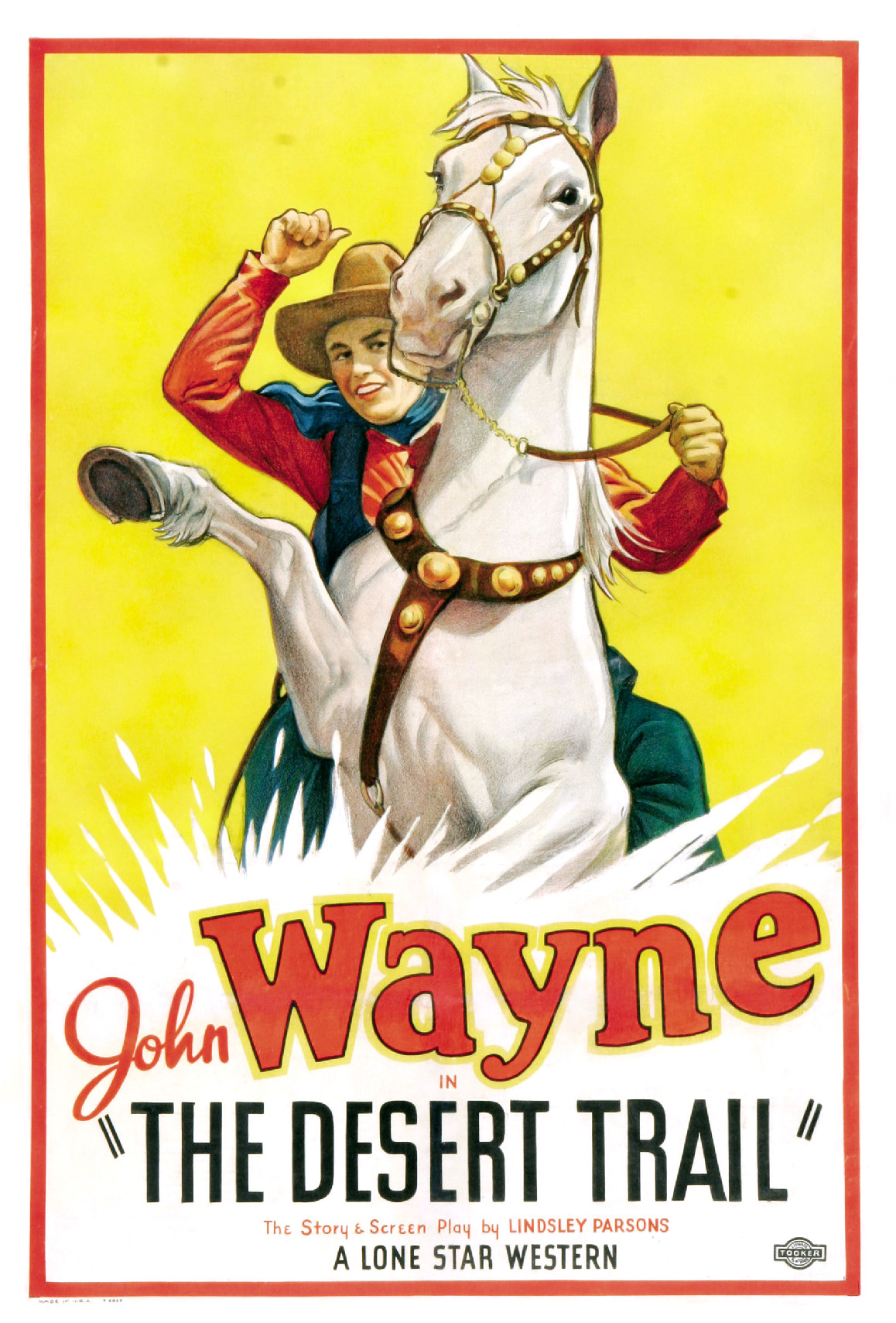
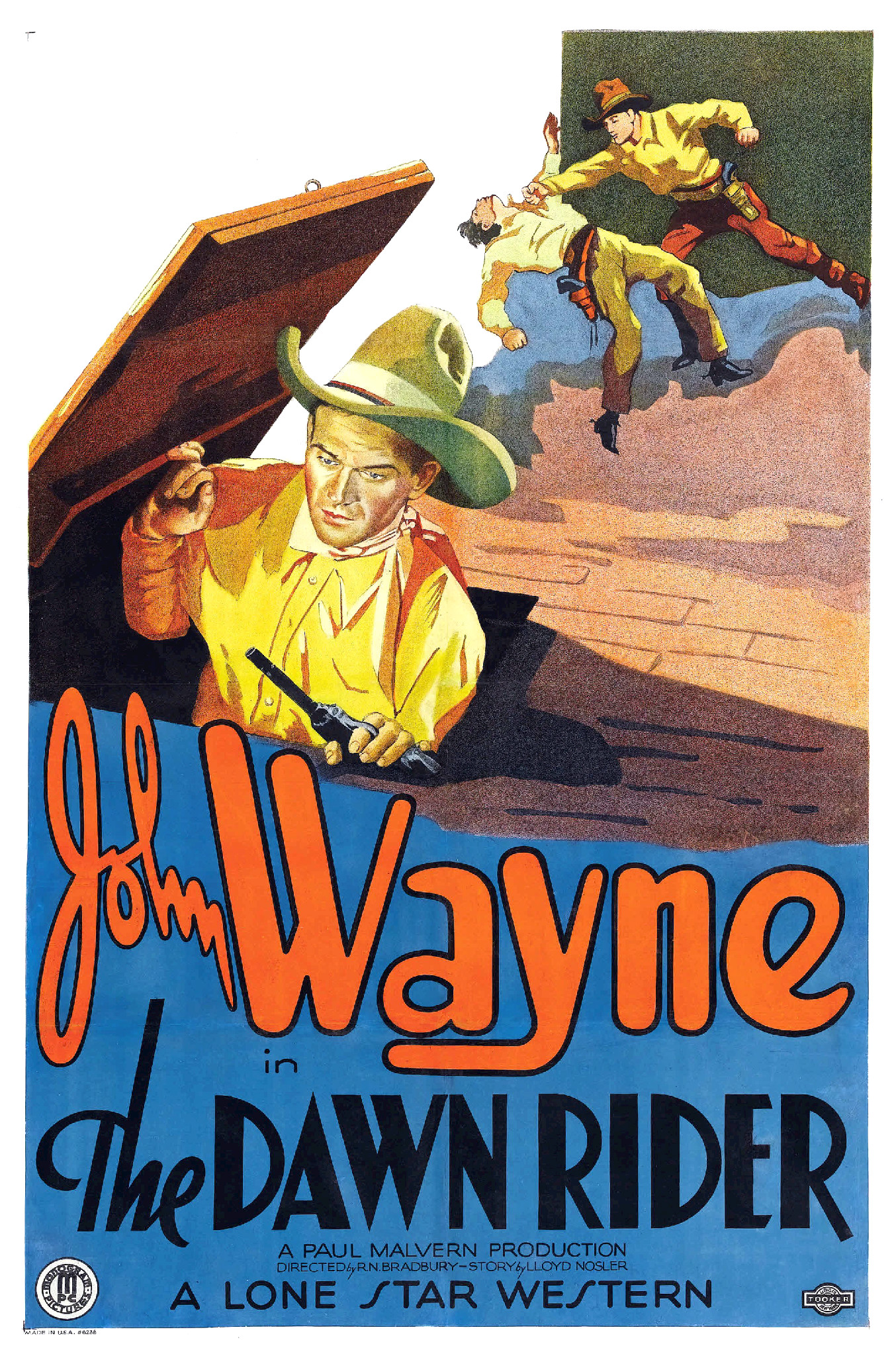
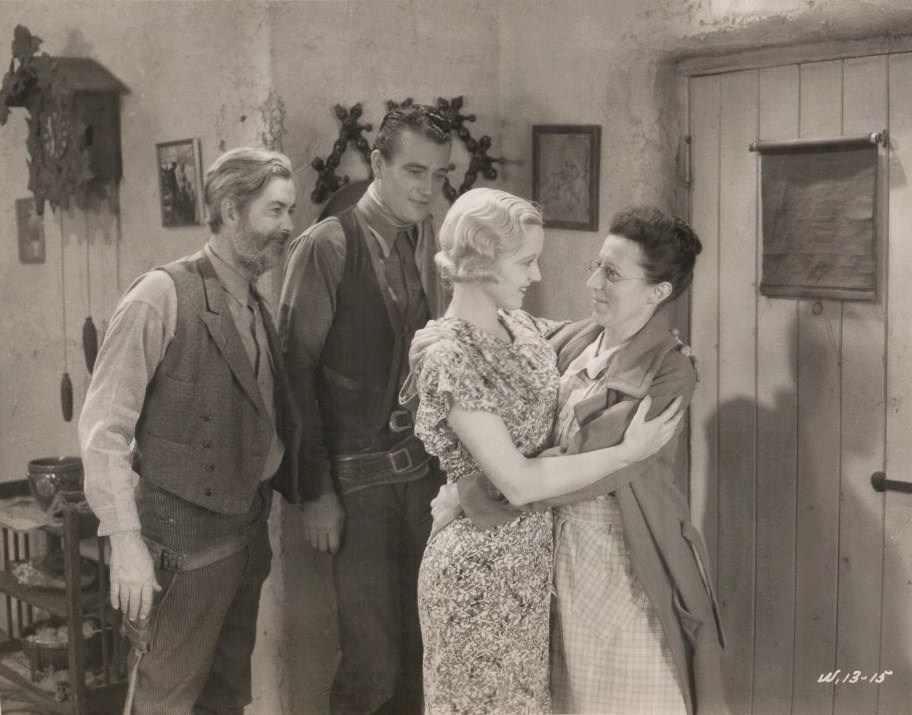
Gabby Hayes, John Wayne, Lucile Browne e Fern Emmett em cena de  Texas Terror
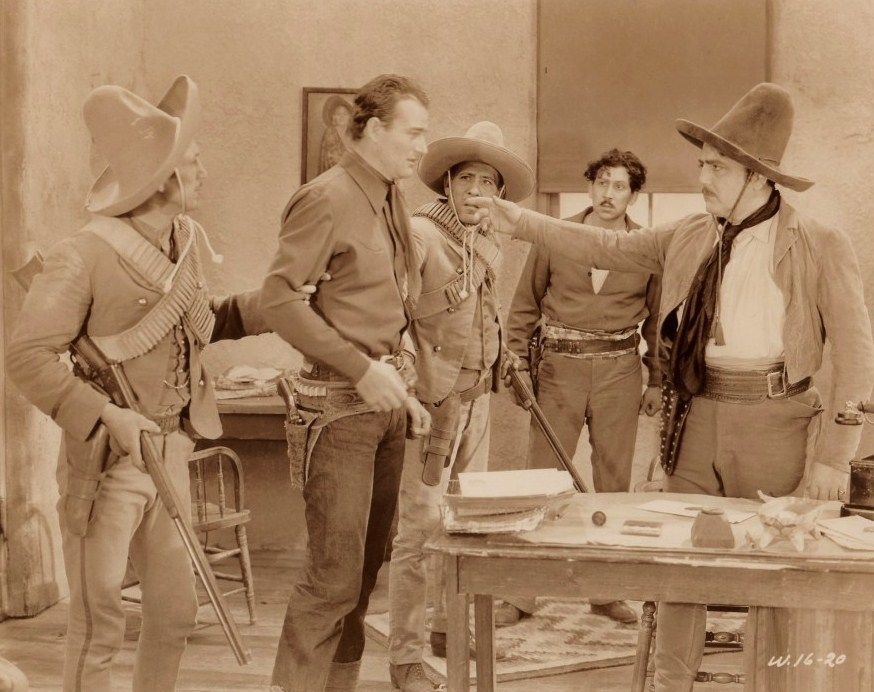
Cena de Paradise Canyon, último filme de John Wayne lançado pela Monogram
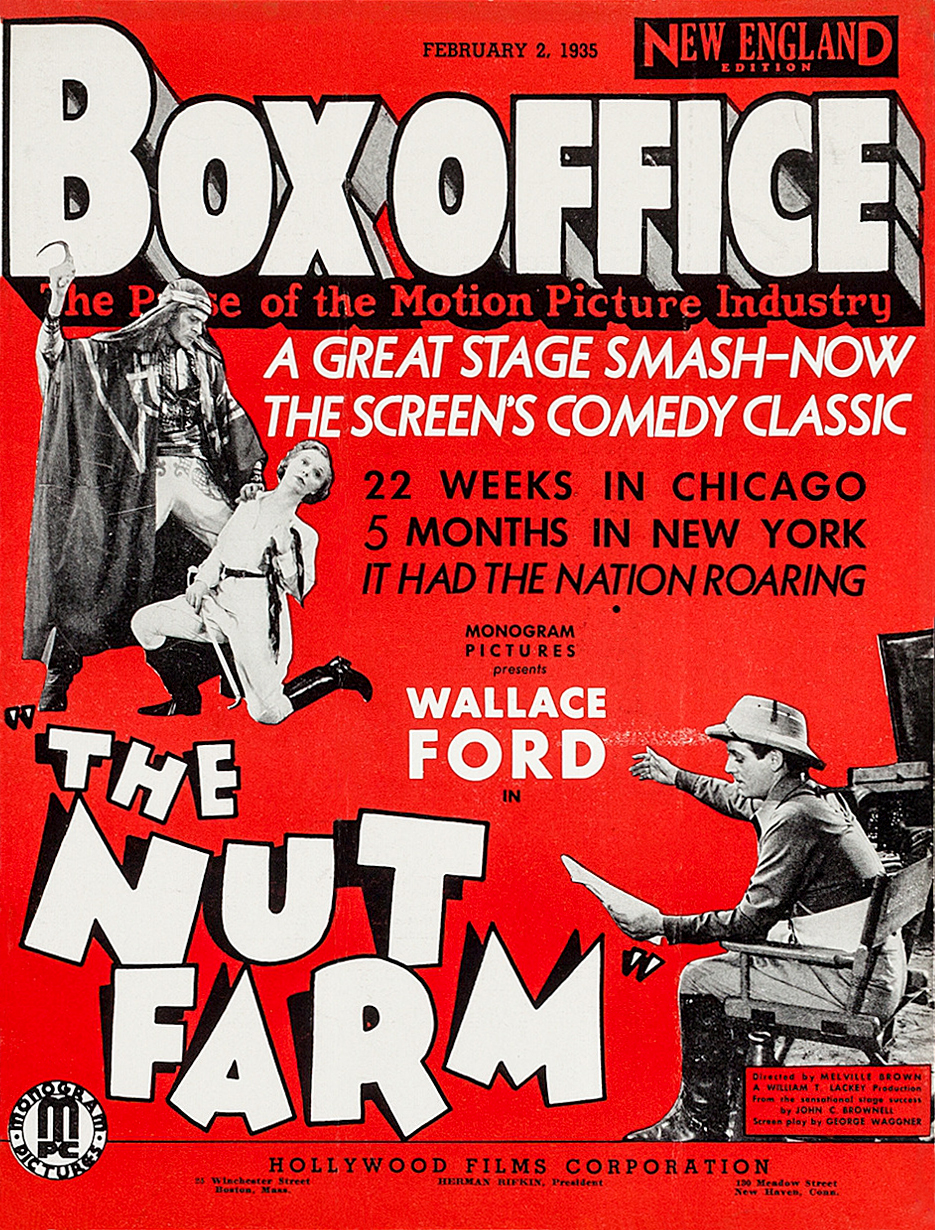
Capa da revista "Boxoffice", de 2 de fevereiro de 1935, com destaque para The Nut Farm